# 金翅龜金花蟲
金翅龜金花蟲（学名：Cassida concha）为金花蟲科龜金花蟲屬下的一个种。